# Рибачук-Сперанська Олександра Олексіївна
Рибачук-Сперанська Олександра Олексіївна (31 травня 1896, Київ — 16 травня 1951, Нью-Йорк) — кавалер Хреста Симона Петлюри та Хреста УГА.
Навчалась в одній із київських гімназій, закінчила Вищі жіночі курси та курси сестер-жалібниць.
У 1917 р. стає до лав Армії УНР, служила медсестрою на бронепотязі. Згодом — звʼязкова.
У Чуднові спільно із лікаркою Валентиною Дуніковською створює заклад для хворих на тиф, де переховуються вояки Армії УНР, яких переслідує більшовицька ЧК. За це Леся нагороджена хрестом УГА.
У 1921 р. виходить заміж за полковника Миколу Рибачука. Виїжджають до таборів інтернованих у Каліші та Щипйорно. Невдовзі оселяється у с. Великий Мидськ Костопільського повіту Волинського воєводства. Працює вчителькою у місцевій українській приватній школі.
Потому переїжджає до м. Сувалки та с. Плотичне.
Під час Другої світової війни повертається до Києва, де стає керівником відділу суспільної праці Українського Червоного хреста. У лютому 1942 та на початку 1943 р. її разом із чоловіком заарештовує гестапо. Однак, вдається звільнитися і виїхати до Німеччини.
У с. Франкенгофен у Баварії засновує кравецьку майстерню, де безкоштовно надає послуги українцям-біженцям.
У 1947 р. виїжджає до США.
Похована на цвинтарі Оливна гора у Нью-Йорку.